# Bataille de Montreuil-Bellay
Guerre de Vendée
Batailles
La bataille de Montreuil-Bellay a lieu dans la nuit du 8 au 9 juin 1793 lors de la guerre de Vendée. Elle s'achève par la victoire des Vendéens qui tendent une embuscade à Montreuil-Bellay à des troupes républicaines parties renforcer Saumur.

## Prélude
Après la prise de Doué par les Vendéens le 7 juin, les républicains de Saumur s'attendent à être attaqués. Le conseil de guerre expédie l'ordre au général Salomon, à Thouars, de se porter immédiatement à Saumur avec ses troupes pour renforcer sa garnison. Ce dernier reçoit la dépêche le 8 juin, à 3 heures de l'après-midi, et met ses troupes en marche. Cependant les chefs vendéens sont informés de ce mouvement et tendent une embuscade à Montreuil-Bellay. Selon Victoire de Donnissan de La Rochejaquelein, c'est son père, Guy Joseph de Donnissan, qui devine l'arrivée de renforts républicains du côté de Thouars,. Pour le chef vendéen Bertrand Poirier de Beauvais, la rencontre est le fait du hasard.

## Forces en présence
Selon Savary, la colonne de Salomon compte 3 600 hommes avec quatre canons. Pour Émile Gabory, les républicains sont 5 000, dont 500 cavaliers, avec six canons. Pour Simone Loidreau et Yves Gras, ils sont 3 500,. La cavalerie est constituée d'éléments de la 35e division de gendarmerie à cheval,.
Les forces vendéennes qui font mouvement sur Saumur sont fortes de 20 000 à 30 000 hommes,. Cependant seule une partie est détachée pour être envoyée à Monteuil. Le nom du commandant placé à la tête de ce détachement varie selon les sources : pour Bertrand Poirier de Beauvais il s'agit de Fleuriot, qui commande l'armée de Bonchamps, blessé, et pour Boutillier de Saint-André c'est Henri de La Rochejaquelein,. Selon Jean Tabeur, les forces vendéennes présentes à Montreuil sont commandés par Cathelineau, Beauvollier et des Essarts.

## Déroulement

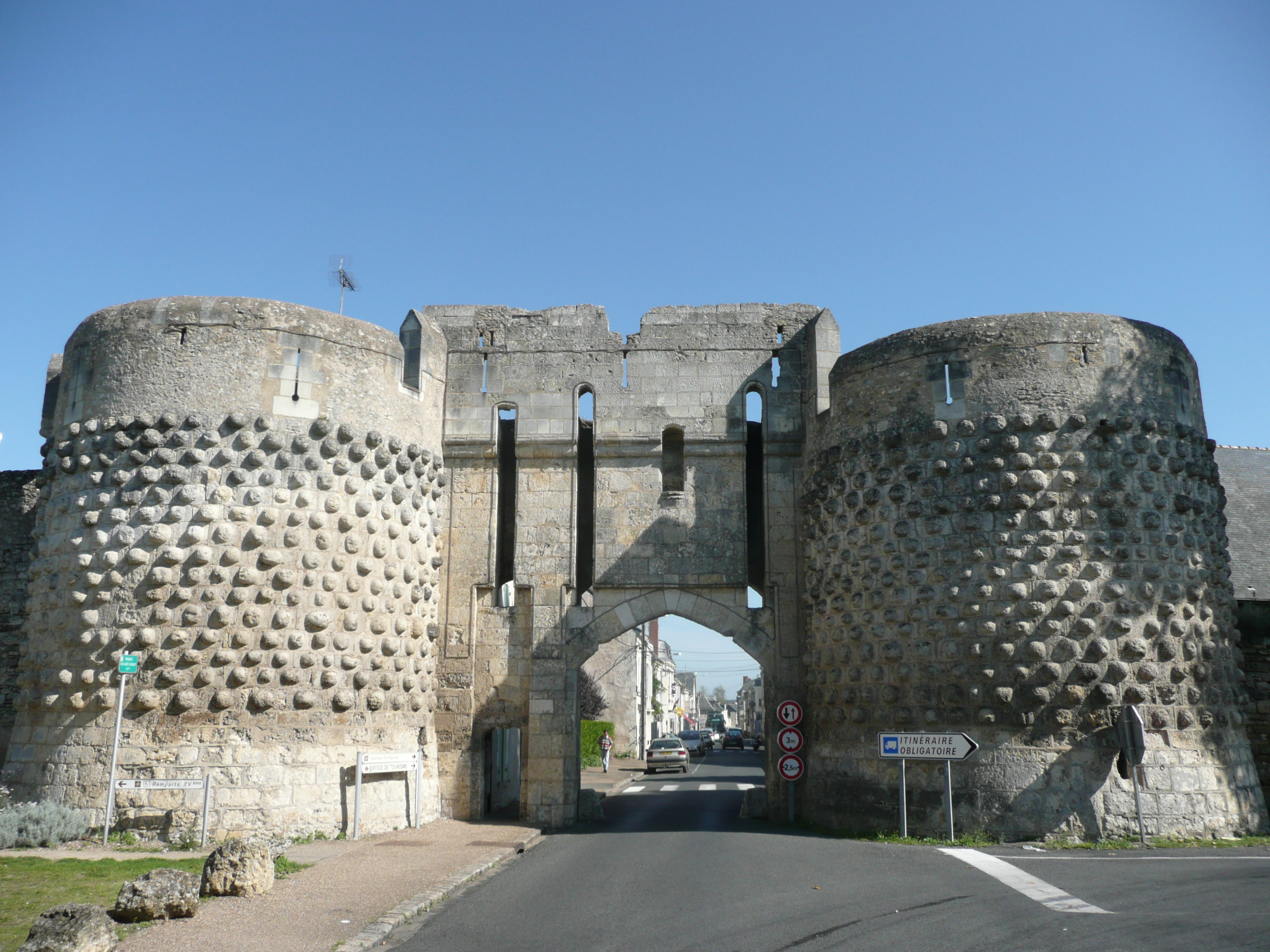
Vue en 2011 de la porte Saint-Jean du mur d'enceinte de Montreuil-Bellay, derrière laquelle est positionnée l'artillerie vendéenne pendant la bataille.

La bataille s'engage vers 8 heures du soir ou à la tombée de la nuit,. Les Vendéens occupent une bonne position sur un plateau bordé par des gorges, du côté de l'adversaire. Ils révèlent l'embuscade par une décharge de mitraille près de la grande porte de la ville,. À minuit passé, après plus de quatre heures de combat, les insurgés achèvent un mouvement tournant et assaillent les patriotes sur leurs flancs,. Les charretiers coupent les traits des chevaux et s'enfuient en abandonnant plusieurs canons et voitures. Salomon donne l'ordre de la retraite et les républicains se replient sur Thouars,, où ils arrivent à 4 heures du matin. Ils ne s'y arrêtent pas et se portent ensuite sur Parthenay et Niort,.

## Pertes
Salomon estime avoir perdu environ 200 hommes, tués ou blessés. Rossignol donne pour sa part un bilan de 102 tués pour les patriotes contre 4 000 morts chez les insurgés,. Les républicains laissent également deux canons, 900 prisonniers et 600 déserteurs. Le chef vendéen Bertrand Poirier de Beauvais affirme quant à lui que 4 000 républicains ont été tués. Pour la marquise La Rochejaquelein, les pertes des républicains sont lourdes, mais les Vendéens perdent « aussi du monde à cette affaire parce que, se battant de nuit, on tirait les uns sur les autres ». Selon Savary, les patriotes laissent deux canons, mais la perte en hommes n'est pas considérable.